# Иллипех (озеро)
Иллипех — озеро в России. Находится в междуречье рек Назинская и Вартовская, в Александровском районе Томской области, в 23 километрах к северо-востоку от села Назино. Из озера вытекает река Иллипех, впадающая в реку Назинская, приток Оби. Площадь 12,6 квадратного километра, одно из 11 озёр Томской области, площадь которых превышает 10 квадратных километров, другими крупными озёрами являются: Мирное, Варгато, Польто 3-е, Имэмтор, Большое, Дикое, Елань, Когозес, Перельто, Якынр. Название дано коренными жителями Томской области.